# Mirotínek

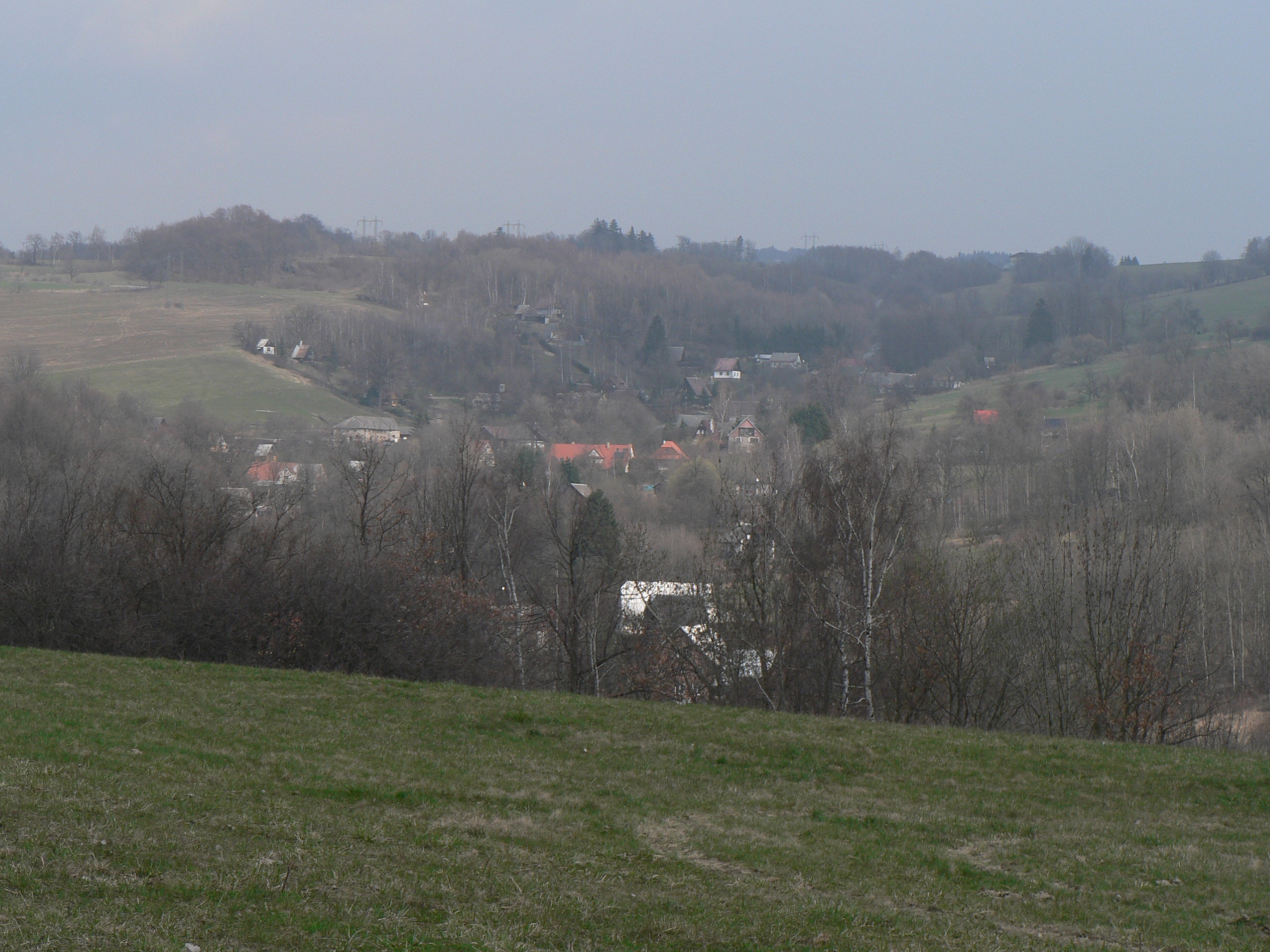
Blick von Süden auf Mirotínek

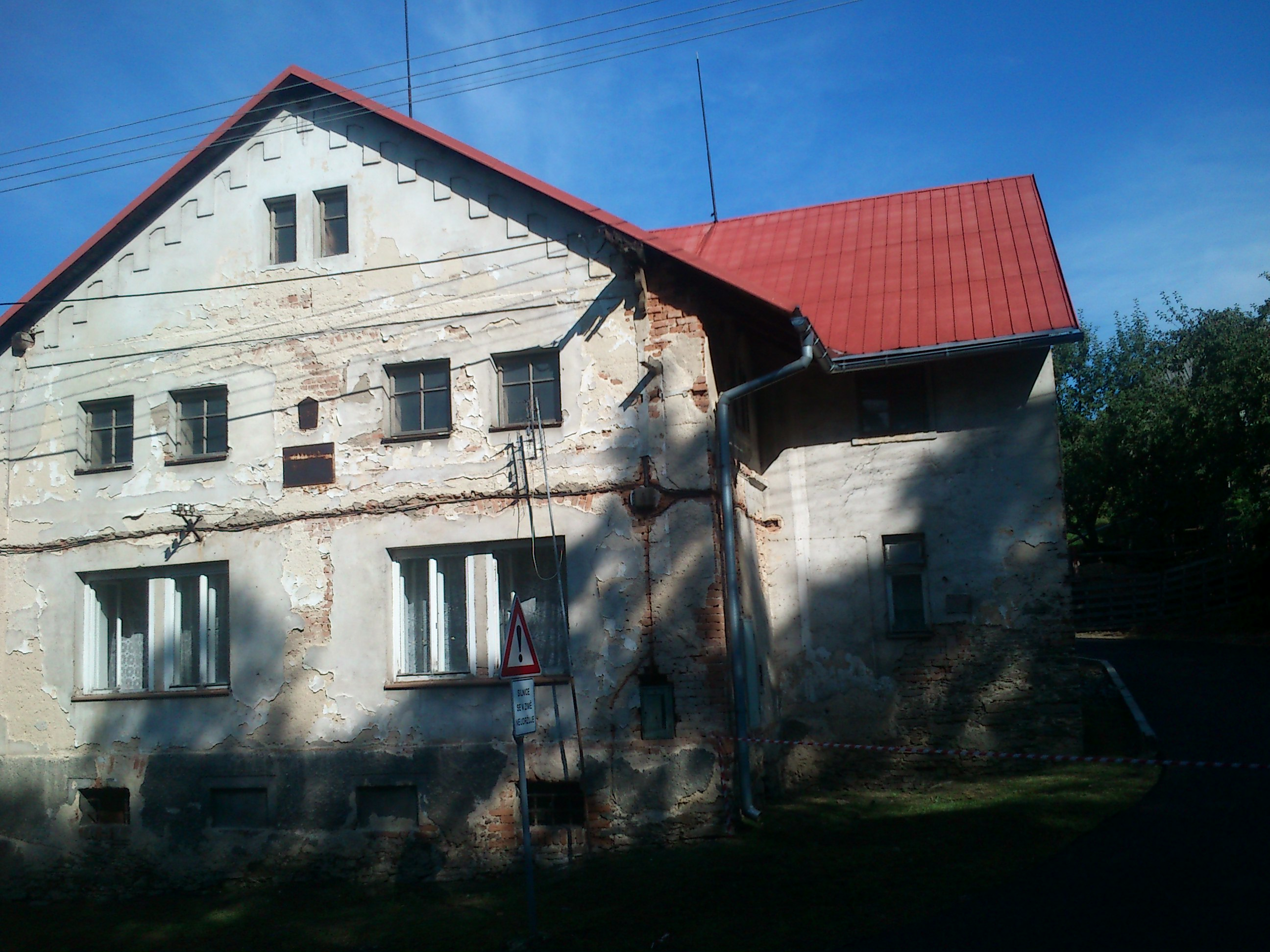
Ehemalige Schule

Mirotínek (deutsch Merotein) ist ein Ortsteil der Gemeinde Tvrdkov in Tschechien. Er liegt zehn Kilometer südwestlich von Rýmařov und gehört zum Okres Bruntál.

## Geographie
Mirotínek befindet sich im äußersten Südwesten des Niederen Gesenkes auf dem Gebiet des Naturparks Sovinecko. Das Waldhufendorf erstreckt sich im oberen Tal des Baches Dražůvka. Nördlich erhebt sich der Stančín bzw. Hnízdový vrch (Nestberg, 605 m n. m.), im Nordosten der Mirotínsko (651 m n. m.), östlich der Mirotínský vrch (Meroteiner Berg, 632 m n. m.), im Südosten der Křížový vrch (Kreuzberg, 589 m n. m.) sowie westlich der Malinový vrch (434 m n. m.).
Nachbarorte sind Véska, Ryžovna, Bedřichov und Dobřečov im Norden, Tvrdkov und Ondřejov im Nordosten, Rešov im Osten, Jiříkov, Těchanov und Ruda im Südosten, Plinkout, Břevenec und Šumvald im Süden, Hradec und Dolní Libina im Südwesten, Nemrlov und Mostkov im Westen sowie Oskava im Nordwesten.

## Geschichte
Das Dorf wurde wahrscheinlich im 13. Jahrhundert durch die Herren von Bludov oder die stammesverwandten Herren von Schönwald gegründet. Benannt wurde der Ort wahrscheinlich nach seinem Lokator namens Měrota. Die erste urkundliche Erwähnung von Měrotín erfolgte im Jahre 1381 als Teil der Herrschaft Schönwald. Nach dem Erlöschen des Geschlechts von Schönwald wurden deren Güter an die Herrschaft Aussee angeschlossen. Nachfolgende Besitzer wurden die Herren von Boskowitz. Im 16. Jahrhundert begann die deutsche Kolonisation der Gegend, in dieser Zeit entstand auch der eingedeutschte Name Mierotin bzw. Mirotein. Das Dorf war Sitz eines Erbrichters. Mit dem Tode vom Johann Schembera Černohorský von Boskowitz fiel dessen Erbe 1597 an seinen Schwiegersohn Karl I. von Liechtenstein. Das Haus Liechtenstein blieb nachfolgend ohne Unterbrechung Besitzer der Herrschaft. 1784 wurde das Dorf der neuen Pfarrei Pürkau zugeordnet. 1816 wurde eine einklassige Dorfschule eingeweiht. Bis zur Mitte des 19. Jahrhunderts blieb das Dorf immer nach Aussee untertänig.
Nach der Aufhebung der Patrimonialherrschaften bildete Merotein/Měrotín ab 1849 eine Gemeinde in der Bezirkshauptmannschaft Littau und dem Gerichtsbezirk Mährisch Neustadt. 1852 wurde das Schulhaus erweitert. In den 1870er Jahren wurde die Gemeinde dem Bezirk und Gerichtsbezirk Römerstadt zugeordnet. Im Jahre 1900 bestand Merotein aus 52 Häusern und hatte 280 Einwohner. 1905 wurden in der Schule 56 Kinder unterrichtet. Der tschechische Ortsname wurde 1921 in Mirotínek geändert. In den 1920er Jahren wurde in Merotein ein eigener Friedhof angelegt, das Friedhofskreuz trägt die Jahreszahl 1926. 1930 lebten in Merotein 190 Personen, 1939 waren es 191.
Merotein gehörte von 1938 bis 1945 zum deutschen Landkreis Römerstadt. Nach Kriegsende kam Mirotínek zur Tschechoslowakei zurück und die deutsche Bevölkerung wurde vertrieben.
Nach der Aufhebung des Okres Rýmařov wurde die Gemeinde 1960 dem Okres Bruntál zugeordnet. 1969 fand das letzte Begräbnis auf dem Mirotíneker Friedhof statt, danach wurde er aufgehoben. Am 1. Jänner 1980 wurde Mirotínek nach Horní Město eingemeindet. Zum 24. November 1990 löste sich Mirotínek wieder von Horní Město los und bildet seither einen Ortsteil der Gemeinde Tvrdkov. Im Jahre 1991 hatte Mirotínek 16 Einwohner. 2001 bestand der Ort aus 30 Wohnhäusern, in denen 15 Menschen lebten. Insgesamt besteht Mirotínek aus 68 Häusern.

## Ortsgliederung
Der Ortsteil Mirotínek bildet zugleich einen Katastralbezirk.

## Sehenswürdigkeiten
- Polensteine am südöstlichen Ortsrand, zum Gedenken an die in den Schwedenkriegen gefallenen polnischen Soldaten
- Glockentürmchen